# Скоропадський Тимофій Павлович
Скоропадський Тимофій Павлович (1691 — бл. 1764) — представник роду Скоропадських, бунчуковий товариш, племінник гетьмана Івана Скоропадського.

## Служба
Службу розпочав у 1723 році бунчуковим товаришем у Чернігівському полку. Однак, універсал на чин отримав лише 31 січня 1739 р. Був у сулацькому поході п'ять років, в польському — два з половиною роки.
17 червня 1757 року абшитований бунчуковий товариш

## Володіння
Станом на 1738 р. мав володіння в Синявській сотні. Так у с. Рудня у нього було 14 дворів та 2 двори майстрових посполитих Крім того, у с. Гута — ще 13 дворів посполитих та 1 двір майстровий. В 1740 р. додалось ще 5 дворів посполитих.
Також володіння були й у с. Осняки Любецької сотні: двір шинковий та 2 двори посполитих.
Крім того, Т.Скоропадський мав приїзджий двір у Чернігові.
В 1750 р. отримав с. Полуботки. На цей час мав приїзджий і 2 шинкових двір у Білоусівській сотні у с. Бобровиці
У 1754—1755 рр. вів суперечку з переяславським полковником Семеном Сулимою за спадщину генерального хорунжого Івана Сулими с. Лебедин Баришівської сотні.

## Родина
Був одружений з дочкою бунчукового товариша Ганною Федорівною Сулимою.
У них народилось семеро дітей
- Анастасія
- Федора Кулябка;
- Парасковія Медовник;
- Катерина Залеська
- Уляна Прокопенко;
- Костянтин
- Уляна Симоновська (1739 — ?).[2]

Тестамент Т.Скоропадський видав 20 грудня 1764 р.